# Kevin Mwamba
Kevin Mwamba (* 8. Oktober 1992) ist ein französischer American-Football-Spieler auf der Position des Tight Ends.

## Werdegang
Mwamba begann 2009 im Alter von 15 Jahren in der Jugend von Flash de La Courneuve mit dem American Football. Er spielte zunächst als Quarterback, wurde aber noch im Nachwuchsbereich zum Tight End. In seiner zweiten Saison wurde er in der U19 französischer Vizemeister und anschließend als Team MVP ausgezeichnet. 2011 debütierte er auf Herrenebene und gewann dabei den Casque de Diamant um die französische Meisterschaft. Mit der französischen U19-Nationalmannschaft wurde er im selben Jahr Vize-Europameister der Junioren. In seiner letzten Junioren-Saison gewann er mit Flash die französische U19-Meisterschaft.
Von 2014 bis 2018 fungierte Mwamba als Team-Kapitän. In dieser Zeit waren besonders die letzten beiden Jahre erfolgreich, als er mit Flash zweimal französischer Meister wurde. Darüber hinaus war er fester Bestandteil der französischen Nationalmannschaft. So stand er 2015 im Aufgebot für die Weltmeisterschaft in Ohio, die Frankreich als Vierter abschloss. Zwei Jahre später wurde er Sieger bei den World Games in Breslau. 2018 war Mwamba zudem Teil der Mannschaft, die in Vantaa Europameister wurde. Mit zwei Passfänge für 42 Yards trug er im Finale gegen Österreich zum Erfolg bei.
Zur GFL-Saison 2019 nahmen die Ingolstadt Dukes Mwamba unter Vertrag. Nach zwei Spielen erfolgte die Trennung. Wenige Wochen später wurde er von den Potsdam Royals verpflichtet. In sieben Spielen verzeichnete er neun Passfänge für 55 Yards und einen Touchdown. Darüber hinaus verhalf er im Blocking zu einem erfolgreichen Laufspiel der Royals.
In der Premierensaison der European League of Football (ELF) lief Mwamba für die Frankfurt Galaxy auf. Mit dem hessischen Franchise erreichte er das Finale, in dem er im letzten Viertel einen Touchdown erzielte und so zum Gewinn des Meistertitels beitrug. Auch im darauffolgenden Jahr stand er im Kader der Galaxy. Mwamba erhielt für die Saison 2023 einen weiteren Vertrag beim Frankfurter Team.
Coach
Mwamba begann bereits während seiner aktiven Spielerkarriere mit dem Coaching. Schon mit 18 Jahren betreute er die ersten Teams. Bei La Courneuve Flash diente er als Coach des Flag-Teams, diverser Juniorenauswahlteams von der U14 bis zur U19 und das Frauenteam. Für die Vorbereitung 2018/19 trainierte er zudem die Runningbacks der Molosses d'Asnières-Sur-Seine.

## Statistiken
| Jahr                                            | Team             | Spiele | Starts | Receiving | Receiving | Receiving | Receiving | Receiving | Receiving |
| Jahr                                            | Team             | Spiele | Starts | Rec       | Tgt       | Yds       | Avg       | TD        | Lng       |
| ----------------------------------------------- | ---------------- | ------ | ------ | --------- | --------- | --------- | --------- | --------- | --------- |
| German Football League                          |                  |        |        |           |           |           |           |           |           |
| 2019                                            | Ingolstadt Dukes | 2      |        | 6         |           | 40        | 6,7       | 0         | 10        |
| 2019                                            | Potsdam Royals   | 7      |        | 9         |           | 55        | 6,1       | 1         | 18        |
| GFL Gesamt                                      | GFL Gesamt       | 9      |        | 15        |           | 95        | 6,3       | 1         | 18        |
| European League of Football                     |                  |        |        |           |           |           |           |           |           |
| 2021                                            | Frankfurt Galaxy | 07     | 04     | 09        | 13        | 103       | 11,4      | 1         | 21        |
| 2022                                            | Frankfurt Galaxy | 09     | 04     | 23        | 28        | 273       | 11,9      | 3         | 53        |
| 2023                                            | Frankfurt Galaxy | 10     | 10     | 25        | 32        | 296       | 11,8      | 1         | 29        |
| ELF Gesamt                                      | ELF Gesamt       | 26     | 18     | 57        | 73        | 672       | 11,8      | 5         | 53        |
| Quellen: stats.gfl.info, sportsmetrics.football |                  |        |        |           |           |           |           |           |           |

| Jahr                                   | Team             | Spiele | Starts | Receiving | Receiving | Receiving | Receiving | Receiving | Receiving |
| Jahr                                   | Team             | Spiele | Starts | Rec       | Tgt       | Yds       | Avg       | TD        | Lng       |
| -------------------------------------- | ---------------- | ------ | ------ | --------- | --------- | --------- | --------- | --------- | --------- |
| European League of Football            |                  |        |        |           |           |           |           |           |           |
| 2021                                   | Frankfurt Galaxy | 02     | 02     | 03        | 05        | 029       | 09,7      | 2         | 16        |
| 2023                                   | Frankfurt Galaxy |        |        |           |           |           |           |           |           |
| ELF Gesamt                             | ELF Gesamt       | 02     | 02     | 03        | 05        | 029       | 09,7      | 2         | 16        |
| Quellen: stats.europeanleague.football |                  |        |        |           |           |           |           |           |           |